# Jardín botánico Manyo (Nara)

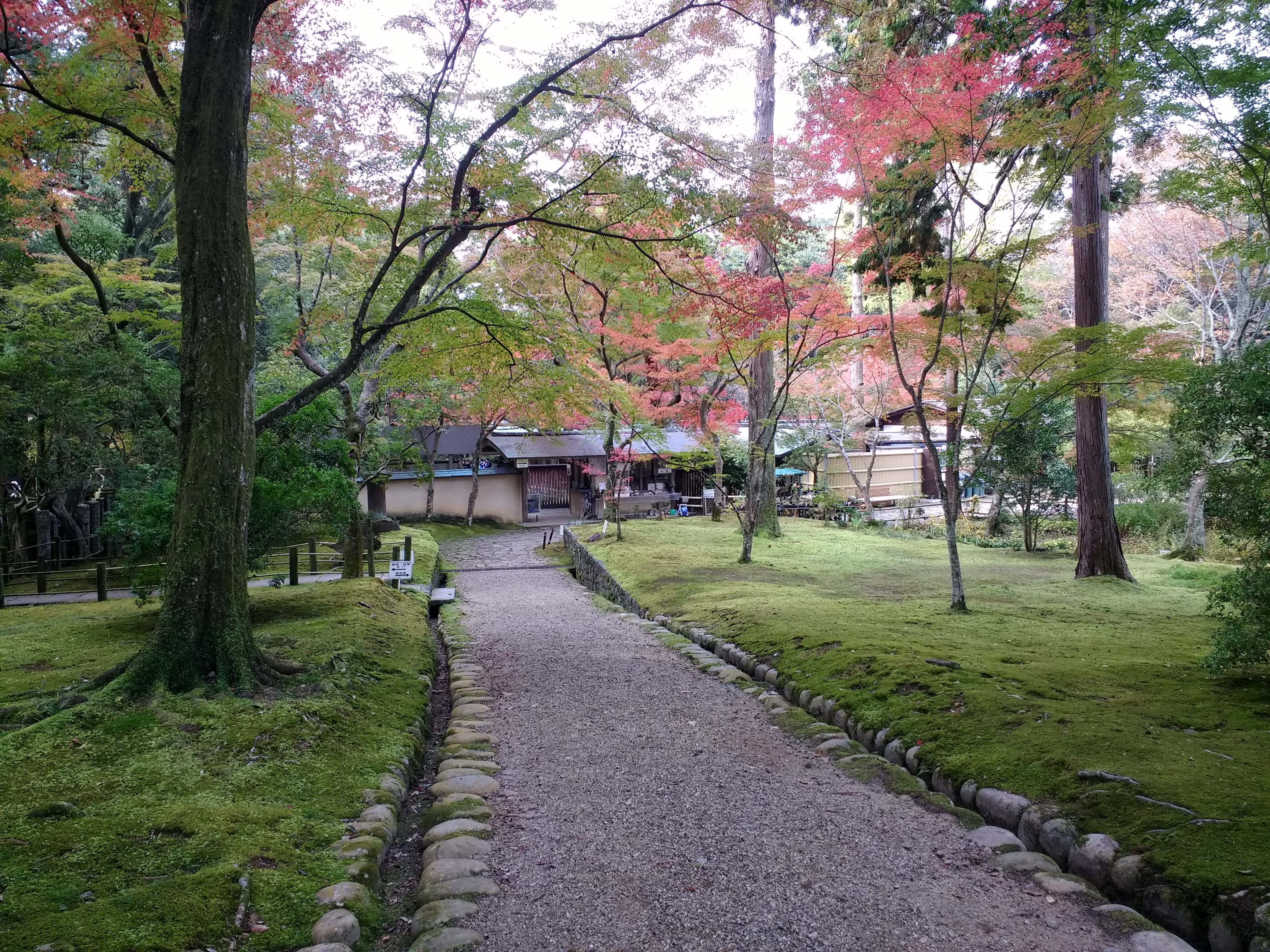
Jardín botánico Manyo

El Jardín botánico Manyo de Nara también llamado Jardín Kasuga Taisha (en japonés 春日大社神苑・萬葉植物園 Kasugataisha-Shin-en Man'yō Shokubutsuen), es uno de los mayores y más antiguos jardines botánicos Manyo, y se encuentra en Nara en la prefectura de Nara.

## Localización
Se ubica en las laderas de la colina "Kasuga-taisha", junto al gran santuario Kasuga-taisha.
Nara Man'yō Shokubutsuen, 160 Kasugano-cho 1-1-1 Nijō-ōji Nara-shi, Nara-Ken 630-8580 Honshu-jima Japón. 
Planos y vistas satelitales.34°40′53″N 135°50′54″E / 34.68139, 135.84833
Está abierto al público diariamente. Hay que pagar una tarifa de entrada. 

## Historia
Es un Jardín botánico Manyo dedicado a las hierbas medicinales que se mencionan en la antología poética Man'yōshū.
Un Jardín botánico Manyo es una forma japonesa de jardín botánico. Es algo similar a lo que ocurre en los denominados jardín de Shakespeare en el mundo anglosajón.
Se dice que en la antología poética Man'yōshū hay más de 4.500 canciones, y poemas sobre la vegetación que mencionan hasta 150 especies diferentes. También se dijo que cerca de 170 especies tienen también referencias en poemas o más para 1500 Una teoría.
Las plantas que aparecen en poemas con una mayor frecuencia son ノハギ Hagi (Lespedeza thunbergii) con 141 veces, los 桜 Sakura (Prunus) cerezos con 118 veces, la クワ (Morus (planta)) morera y el 梅 :うめ Nubatama-ume (Prunus mume) albaricoque chino, ambos con unas 81 veces, sin embargo el  片栗 Katakuri (Erythronium japonicum) y el トウシキミ shikimico (Illicium verum) con tan sólo unos poemas
Principalmente destinado a ser sometido a la admiración de la vegetación en general la siembra en estos Jardines Botánicos Man'yō la realizan los gobiernos locales, siendo los santuarios y templos los responsables de su mantenimiento.
El Jardín botánico Manyo de Nara abrió sus puertas en 1932 

## Colecciones

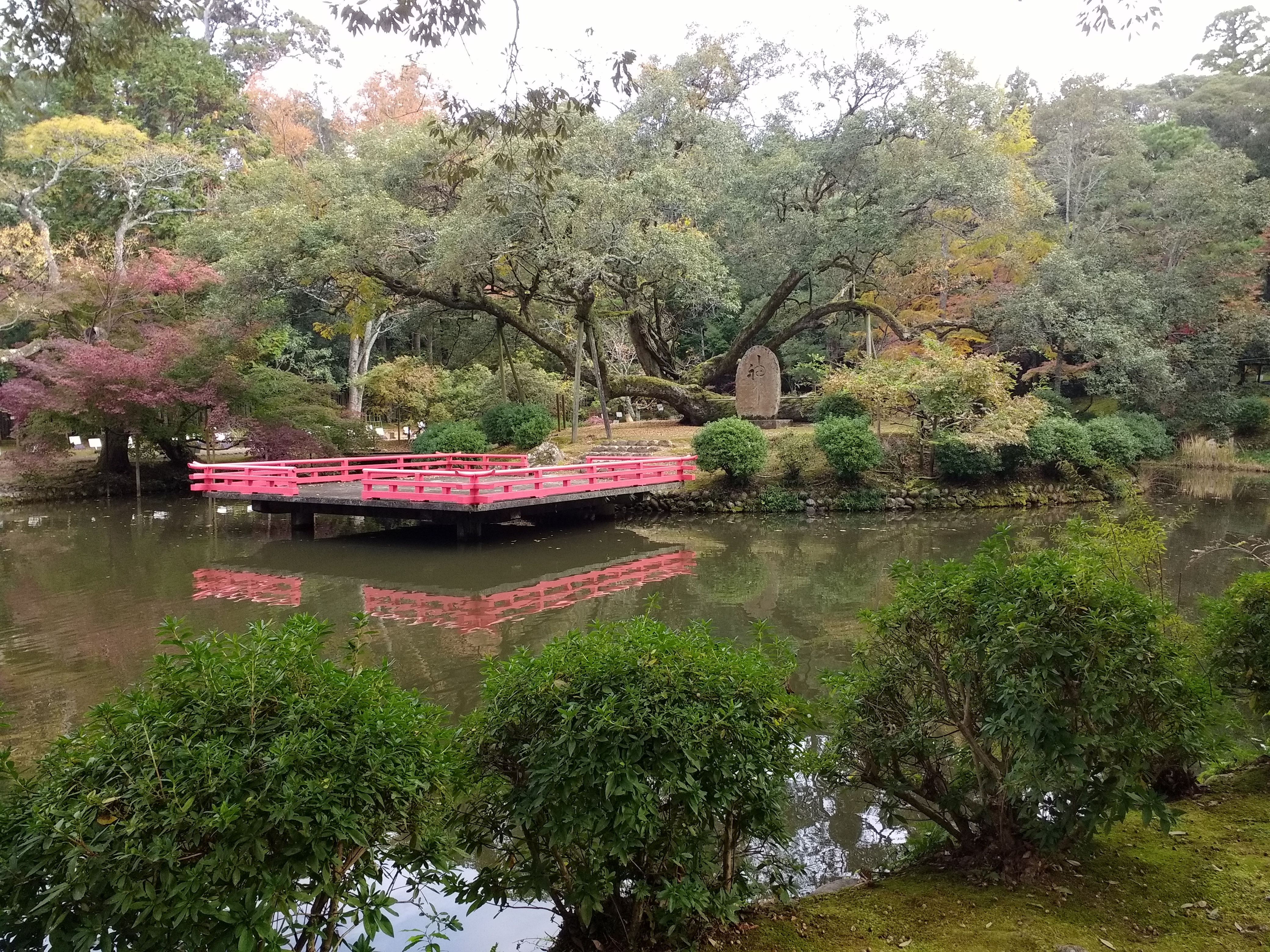
Jardín botánico Manyo

Como Jardín botánico Manyo que es, contiene todas las plantas (más de 300 especies) que se mencionan en el Man'yōshū, cada una etiquetada con su nombre y poemas que lo mencionan.
El sitio también contiene: 
- Jardín de Wisteria,
- Jardín de camelias,
- Jardín de Iris,
- El "jardín de los cinco granos" es un jardín que alberga las plantas productoras de granos utilizadas para la alimentación, textiles, o tintes en tiempos Man'yōshū.